# Сунь Вэньянь
Сунь Вэнья́нь (кит. упр. 孙文雁, пиньинь Sūn Wényàn, род. 27 декабря 1989) — китайская спортсменка, занимающаяся синхронным плаванием, призёр Олимпийских игр.
Сунь Вэньянь родилась в 1989 году в Чанша провинции Хунань. С 1996 года начала заниматься синхронным плаванием. В 2005 году вошла в молодёжную национальную сборную, с 2006 года — в национальной сборной.
На Олимпийских играх 2008 года Хуан Сюэчэнь завоевала бронзовую медаль в составе команды. В 2009 году на чемпионате мира по водным видам спорта она стала обладательницей одной серебряной медали и двух бронзовых. В 2010 году она завоевала две золотые медали Азиатских игр, в 2011 — две серебряных и одну бронзовую медаль чемпионата мира. В 2012 году на Олимпийских играх в Лондоне она стала обладательницей серебряной медали. В 2014 году завоевала три золотые медали Азиатских игр.